# Mohammed Aman

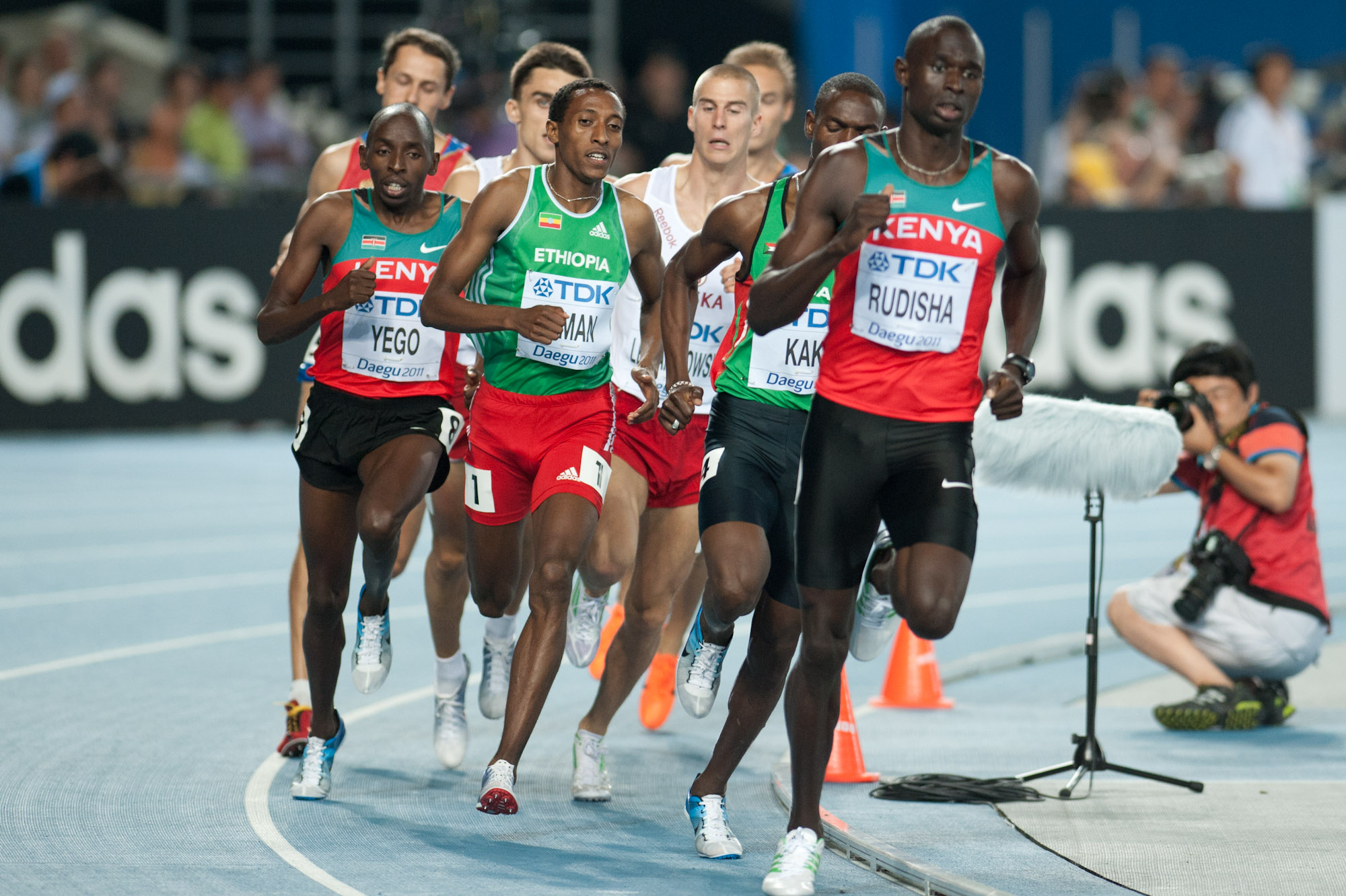
Mohammed Aman (an dritter Position) bei den Weltmeisterschaften 2011 in Daegu

Mohammed Aman (Mohammed Aman Geleto; * 10. Januar 1994 in Assela) ist ein äthiopischer Mittelstreckenläufer, der sich auf die 800-Meter-Distanz spezialisiert hat.
Aman wurde 2009 in Bambous afrikanischer Juniorenmeister über 800 Meter. Bei den ersten Olympischen Jugend-Sommerspielen 2010 in Singapur siegte er im 1000-Meter-Lauf. 2011 verteidigte er seinen Titel über 800 Meter bei den Juniorenafrikameisterschaften in Gaborone und gewann bei den Jugendweltmeisterschaften in Lille die Silbermedaille hinter dem Kenianer Leonard Kirwa Kosencha.

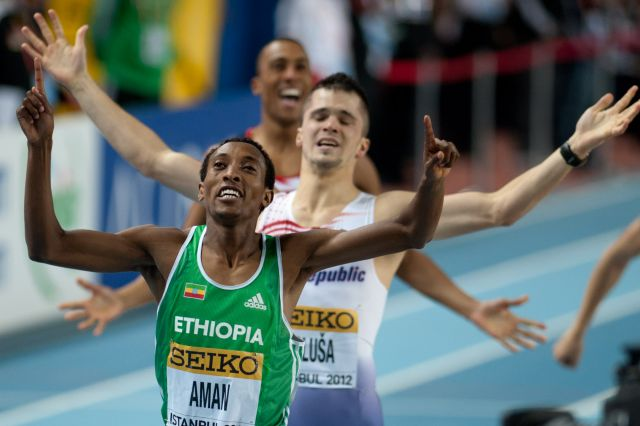
Mohammed Aman Istanbul 2012

Bei den Weltmeisterschaften 2011 in Daegu wurde Aman Achter. Kurze Zeit später wurde er beim World Challenge Meeting in Rieti Dritter und verbesserte den äthiopischen Rekord über 800 Meter sowie die Jugendweltbestleistung auf 1:43,37 min. Bei der Notturna di Milano schlug er überraschend den amtierenden Weltmeister und Weltrekordhalter David Lekuta Rudisha aus Kenia. Nach 34 Siegen in Folge war es die erste Niederlage für Rudisha seit August 2009.
2012 siegte Aman bei den Hallenweltmeisterschaften in Istanbul über 800 Meter. Bei den Olympischen Spielen in London lief er mit 1:43,20 min eine neue persönliche Bestleistung. Dies reichte in dem außergewöhnlich schnellen Finallauf, den David Rudisha in Weltrekordzeit gewann, allerdings nur zum sechsten Platz. Wenige Wochen später besiegte Aman den Olympiasieger beim Weltklasse Zürich in 1:42,53 min und fügte ihm wie schon im Vorjahr seine einzige Saisonniederlage zu.
Bei den Weltmeisterschaften 2013 in Moskau errang Aman in Abwesenheit des Titelverteidigers Rudisha die Goldmedaille. Den nächsten Meisterschaftssieg errang er bei den Hallenweltmeisterschaften 2014 im polnischen Sopot, wodurch er seinen Titel aus Istanbul erfolgreich verteidigte.

## Bestleistungen
- 800 m: 1:42,37 min, 6. September 2013, Brüssel (äthiopischer Rekord)
  - Halle: 1:44,52 min, 15. Februar 2014, Birmingham (äthiopischer Rekord)
- 1000 m: 2:15,75 min, 5. September 2014, Brüssel (äthiopischer Rekord)
- 1500 m: 3:43,52 min, 12. Juni 2011, Brazzaville
- 1 Meile: 3:57,14 min, 4. Juni 2011, Eugene (Oregon)